# Bogdănești (Suceava megye)
Bogdănești település Romániában, Moldvában, Suceava megyében.

## Fekvése
A 155A út mellett, Vadu Moldoveitől keletre, Râșcától északra fekvő település.

## Leírása
Bogdăneștinek a 2002. évi népszámláláskor 3 966 lakosa volt, melyből 3 965 román, 1 magyar volt. Ebből 3 588 ortodox, 1 római katolikus, a többi egyéb volt.
A településtől délre érhető el a râșcai kolostor, mely 1542-ben épült, Petru Rareș idejében.